# Bikapur
Bikapur é uma cidade e uma nagar panchayat no distrito de Faizabad, no estado indiano de Uttar Pradesh.

## Geografia
Bikapur está localizada a 26° 36′ N, 82° 08′ L. Tem uma altitude média de 91 metros (298 pés).

## Demografia
Segundo o censo de 2001, Bikapur tinha uma população de 12,355 habitantes. Os indivíduos do sexo masculino constituem 51% da população e os do sexo feminino 49%. Bikapur tem uma taxa de literacia de 52%, inferior à média nacional de 59.5%; a literacia no sexo masculino é de 63% e no sexo feminino é de 39%. 17% da população está abaixo dos 6 anos de idade.